# Hadena kashgaia
Hadena kashgaia là một loài bướm đêm trong họ Noctuidae.